# Ntungamo
Ntungamo is de hoofdplaats van het district Ntungamo in het zuidwesten van Oeganda.
Ntungamo telde in 2002 bij de volkstelling 13.342 inwoners.

## Geboren
- Yoweri Museveni (1944), president van Oeganda